# Juliano Belletti
Juliano Haus Belletti, född 20 juni 1976 i Cascavel, Brasilien, är en före detta professionell fotbollsspelare (högerback). Hans moderklubb är Cruzeiro EC. Den 28 juni 2011 meddelade han att han slutar spela fotboll på professionell nivå. Under sin karriär representerade han förutom Cruzeiro även Fluminense, São Paulo, Atlético Mineiro, Villarreal CF, FC Barcelona och Chelsea FC. 
Belletti avgjorde Champions League-finalen för sitt Barcelona säsongen 2005/2006.